# Kehrschaufel

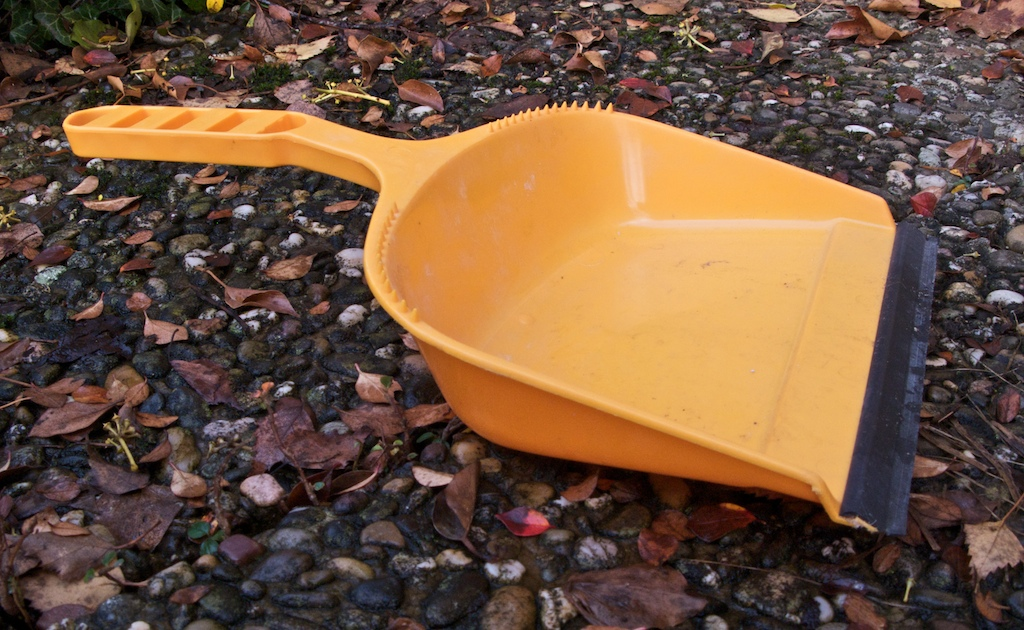
Kehrschaufel aus Plastik

Eine Kehrschaufel oder ein Kehrblech (regional: Aufnehmer, Kehrichtschaufel, Kutterschaufel, Schippe, Müllschippe, Dreckschippe, Mistschaufel, Schäufele, Schauferl) ist ein Gerät zum Aufnehmen des Unrates nach dem Fegen.
Eine Kehrschaufel ist ein schaufelförmiges Metall- oder Plastikgerät mit einem kurzen Stiel. Um das lästige Bücken oder Hinhocken bei der Aufnahme des Kehrichts auf das Blech zu vermeiden, kann man Kehrschaufeln auch mit langen Stielen versehen. An der Vorderseite kann eine Gummileiste den Übergang zwischen gefegtem Boden und Kehrschaufel flexibler und damit das Auffegen effektiver gestalten.
Nachdem der Kehricht, also die Schmutzpartikel feinerer und gröberer Natur, mit dem Handbesen zusammengefegt worden sind, werden sie auf die Kehrschaufel gefegt und darauf zum Mülleimer transportiert, wo sie abgekippt und eventuell zusätzlich abgefegt werden.